# Людвиновка (Овручский район)
Людвиновка (укр. Людвинівка) — упразднённое село в Овручском районе Житомирской области Украины. Относилось к Руднянскому сельсовету.

## География
Бывшее село расположено в 25 км северо-восточнее райцентра, в 5,5 км (по прямой) к востоку от центра сельсовета.

## История
На 1906 год село (первоначально — деревня) относилось к Гладковичской волости Овручского уезда Волынской губернии, тогда там насчитывалось 54 двора, проживали 345 человек
На 1981 год население села составляло приблизительно 160 человек. Население стало сокращаться после аварии на Чернобыльской АЭС в 1986 году. 12 января 1993 года согласно распоряжению Кабинета министров Украины территория, на которой расположено село, была отнесена ко второй зоне радиационного загрязнения, предусматривающей обязательное безусловное отселение, в этой зоне также запрещена любая хозяйственная деятельность: капитальное строительство, аренда земли, рубка леса и т. д.
13 января 2009 года по решению Житомирской областной рады село Людвиновка было снято с учёта в связи с отсутствием постоянного населения.

## Население
- 1906 — 345 жителей
- 1981 — 160 жителей
- 2009 — постоянное население отсутствует

## Интересные факты
От жителей села была записана любопытная легенда, согласно которой, в древние времена в день Ивана Купалы на людей нападали 12-головые летающие змеи, однако Бог, желая уберечь людей, заковал их в тяжёлые панцири, из которых видна только одна голова, а змеи в них больше не могут быстро передвигаться. Так, согласно легенде, появились черепахи.

## Адрес местного совета
11111, Житомирская область, Овручский р-н, с. Рудня, Школьная, 24